# Scyphiphora hydrophylacea
Scyphiphora hydrophylacea är en måreväxtart som beskrevs av Carl Friedrich von Gärtner. Scyphiphora hydrophylacea ingår i släktet Scyphiphora och familjen måreväxter. Inga underarter finns listade i Catalogue of Life.